# USS Hughes (DD-410)
L'USS Hughes (DD-410) est un destroyer de classe Sims en service dans l'US Navy pendant la Seconde Guerre mondiale. Il fut baptisé sous le nom de Edward Merritt Hughes (en), un Commander de l'US Navy pendant la guerre hispano-américaine.
Sa quille est posée le 15 septembre 1937 au chantier naval Bath Iron Works à Bath, dans le Maine. Il est lancé le 17 juin 1939, parrainé par Mme Edward M. Hughes, veuve du Commandant Hughes; et mis en service le 21 septembre 1939 sous le Lieutenant commander Donald J. Ramsey.

## Historique

### Entre-deux-guerres

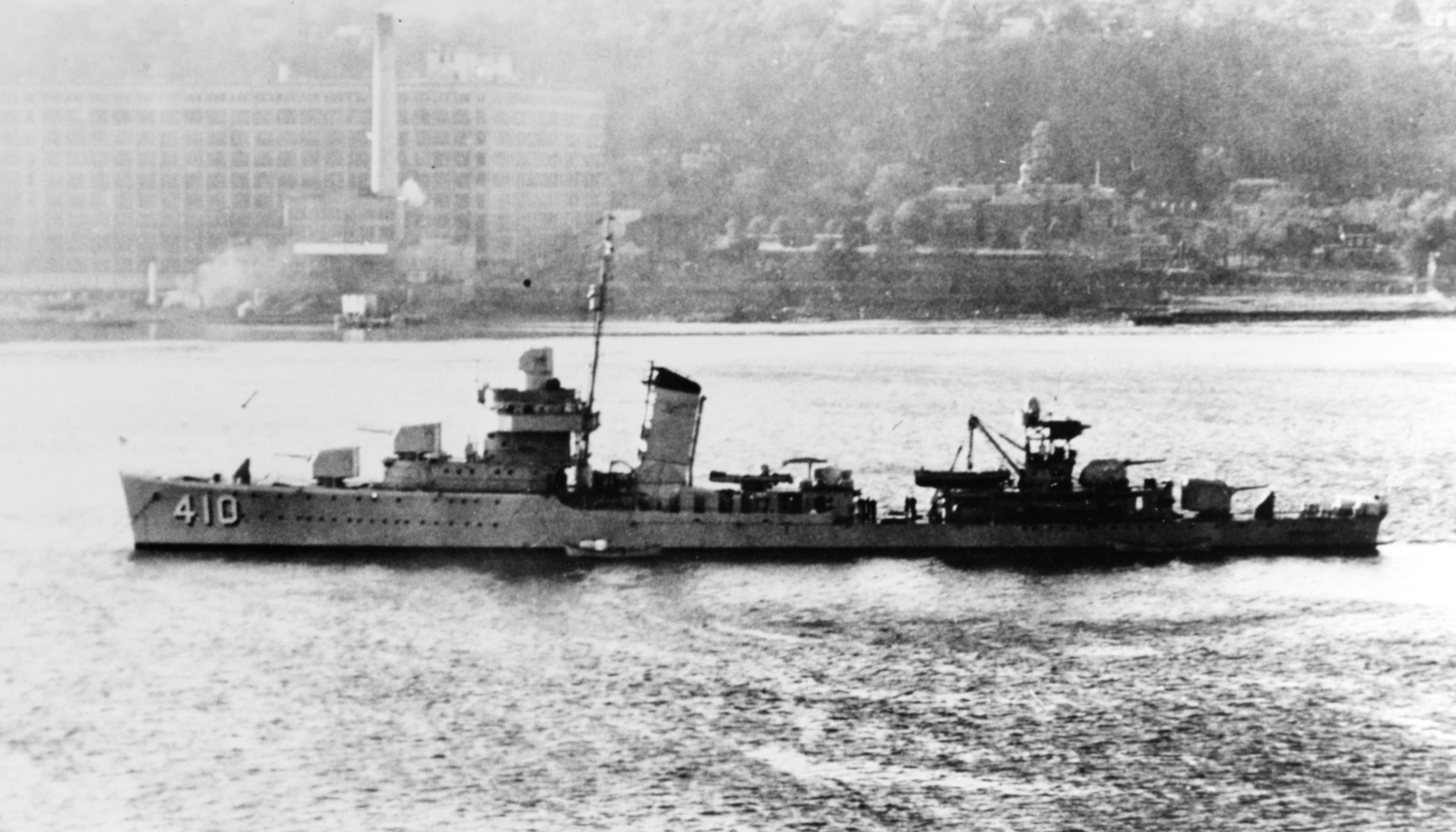
Le Hughes vers 1939.

Après une croisière inaugurale dans le golfe du Mexique, le Hughes rejoint la flotte de l'Atlantique. De juillet 1940 à décembre 1941, le Hughes sert dans l'Atlantique, patrouillant au large de la Martinique pour y observer les forces françaises de Vichy, avant d'effectuer des patrouilles de neutralité au large de l'Islande. Lors de cette période, il devient le premier destroyer américain à escorter un convoi britannique jusqu'en Angleterre.

### Seconde Guerre mondiale
Peu après l'attaque de Pearl Harbor, le Hughes fut transféré dans le Pacifique, où il arriva à la fin de décembre 1941.
Pendant la majeure partie de 1942, le Hughes sert avec le porte-avions Yorktown. Bien qu'absent lors de la bataille de la mer de Corail début mai, le destroyer accompagne le Yorktown pendant la bataille de Midway un mois plus tard. Il assistera au torpillage de l'USS Hammann et du Yorktown par l'I-168 le 6 juin. Lors de la campagne de Guadalcanal qui débuta en août 1942, le Hughes opéra avec les porte-avions Enterprise et Hornet, participant à la bataille des îles Santa Cruz fin octobre et à la bataille navale de Guadalcanal au milieu du mois de novembre 1942.
Le Hughes quitte le Pacifique Sud au début de 1943 pour rejoindre les Aléoutiennes. Il participe à deux bombardements sur l'île de Kiska en juillet, restant dans cette zone jusqu'à la fin août. Il participe ensuite à la campagne des îles Gilbert, au cours duquel il secourra de nombreux survivants du porte-avions d'escorte Liscome Bay, torpillé par l'I-175 pendant la bataille de Tarawa le 24 novembre 1943. En janvier-avril 1944, le Hughes assiste les porte-avions d'escorte lors des assauts amphibies dans les Marshall et Hollandia, en Nouvelle-Guinée. Poursuivant ses opérations au large de la Nouvelle-Guinée jusqu'à la mi-septembre, il soutint plusieurs autres opérations amphibies tout en escortant des convois.
En octobre 1944, le Hughes prend part à l'invasion de Leyte et aux opérations ultérieures en soutien à la campagne de Leyte. En décembre 1944, il est touché par un kamikaze japonais pendant qu'il prenait part aux débarquements de la baie d'Ormoc. Gravement endommagé, le destroyer rejoint la côte ouest pour y être réparé. Retournant au service actif en juin 1945, le Hughes rejoint les Aléoutiennes qu'il ne quittera qu'à fin des combats en août.

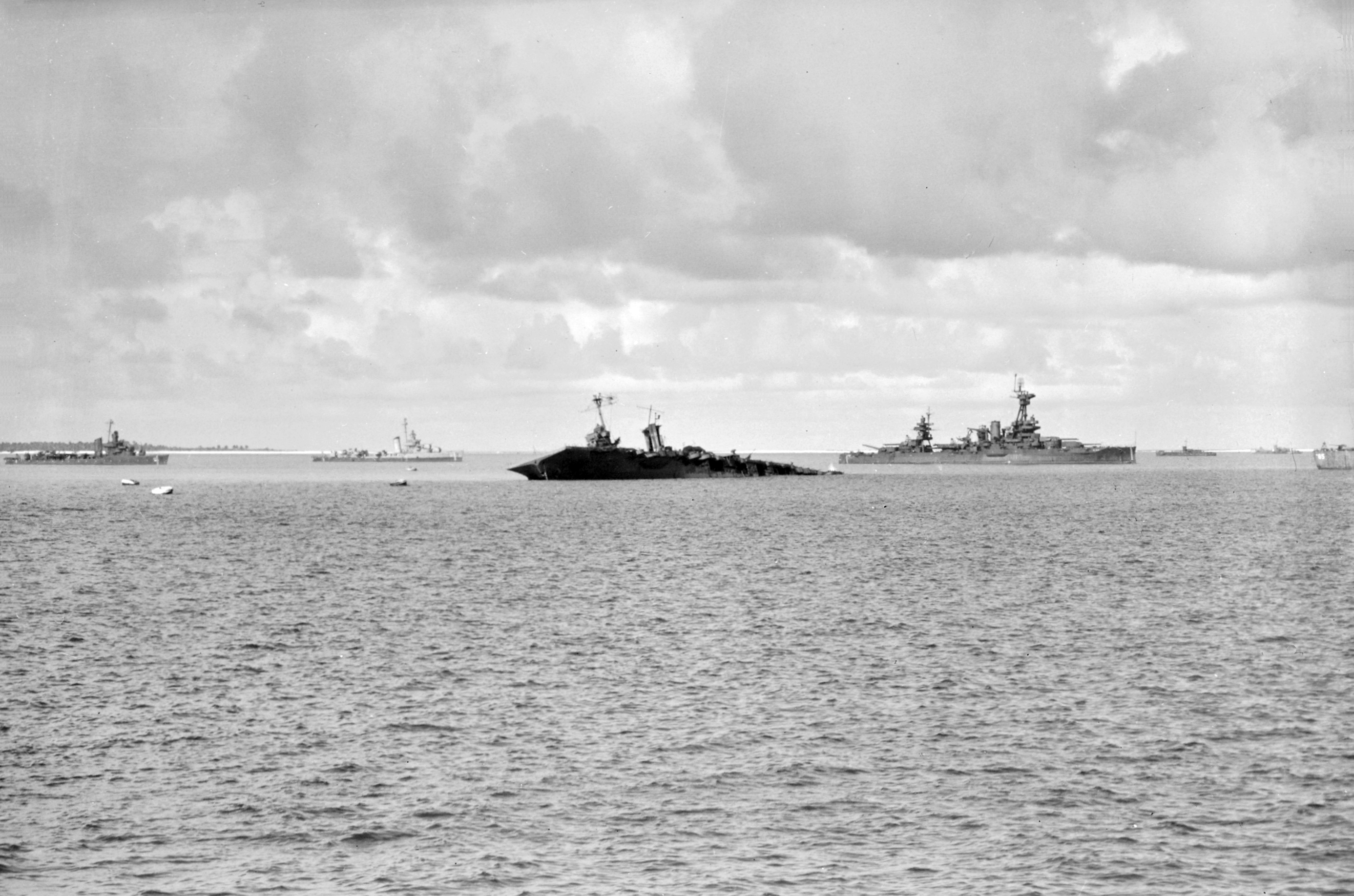
Le 25 juillet 1946 à 15 h 40, le porte-avions s'enfonce dans le lagon de Bikini après l'essai atomique « Baker ». Le cuirassé est visible sur la droite, l'un des deux destroyers de classe Sims sur la gauche est l'USS Hughes.

Brièvement affecté à des missions de patrouille au large du nord du Japon jusqu'à la mi-octobre, le destroyer sert de navire cible pour les tests atomiques de Bikini en juillet 1946. Désarmé un mois plus tard, le Hughes est coulé comme cible au large de Kwajalein en octobre 1948.
Il est rayé du Naval Vessel Register le 26 novembre 1948.

## Décorations
Le Hughes a reçu 14 Service star pour son service pendant la Seconde Guerre mondiale.

## Dans la fiction
- Dans le jeu vidéo Secret Weapons Over Normandy sortie en 2003, l'USS Hughes est considéré comme l'un des navires d'escorte du porte-avions USS Yorktown lors de la bataille de Midway. Lors de la mission, le navire participe à la bataille avec succès ou il est coulé par des bombardiers-torpilleurs japonais si le joueur ne parvient pas à abattre les avions japonais l'attaquant.